# هری گولد (برنتفورد بازیکن فوتبال)
هری گولد (انگلیسی: 1914–15 Brentford F.C. season#Season summary)